# 2004년 하계 올림픽 배구 남자 선수 명단
다음은 2004년 하계 올림픽 배구 남자 선수 명단이다.

## A조

### 세르비아 몬테네그로
틀:2004년 하계 올림픽 배구 남자 세르비아 몬테네그로 선수 명단

## B조

### 오스트레일리아
틀:2004년 하계 올림픽 배구 남자 오스트레일리아 선수 명단